# كودي جونسون
كودي جونسون (بالإنجليزية: Cody Johnson)‏ هو مغن مؤلف ومغني أمريكي، ولد في 21 مايو 1987 في هانتسفيل في الولايات المتحدة.

## وصلات خارجية
- الموقع الرسمي
- كودي جونسون على موقع ميوزك برينز (الإنجليزية)